# Fünfwundenkreuz

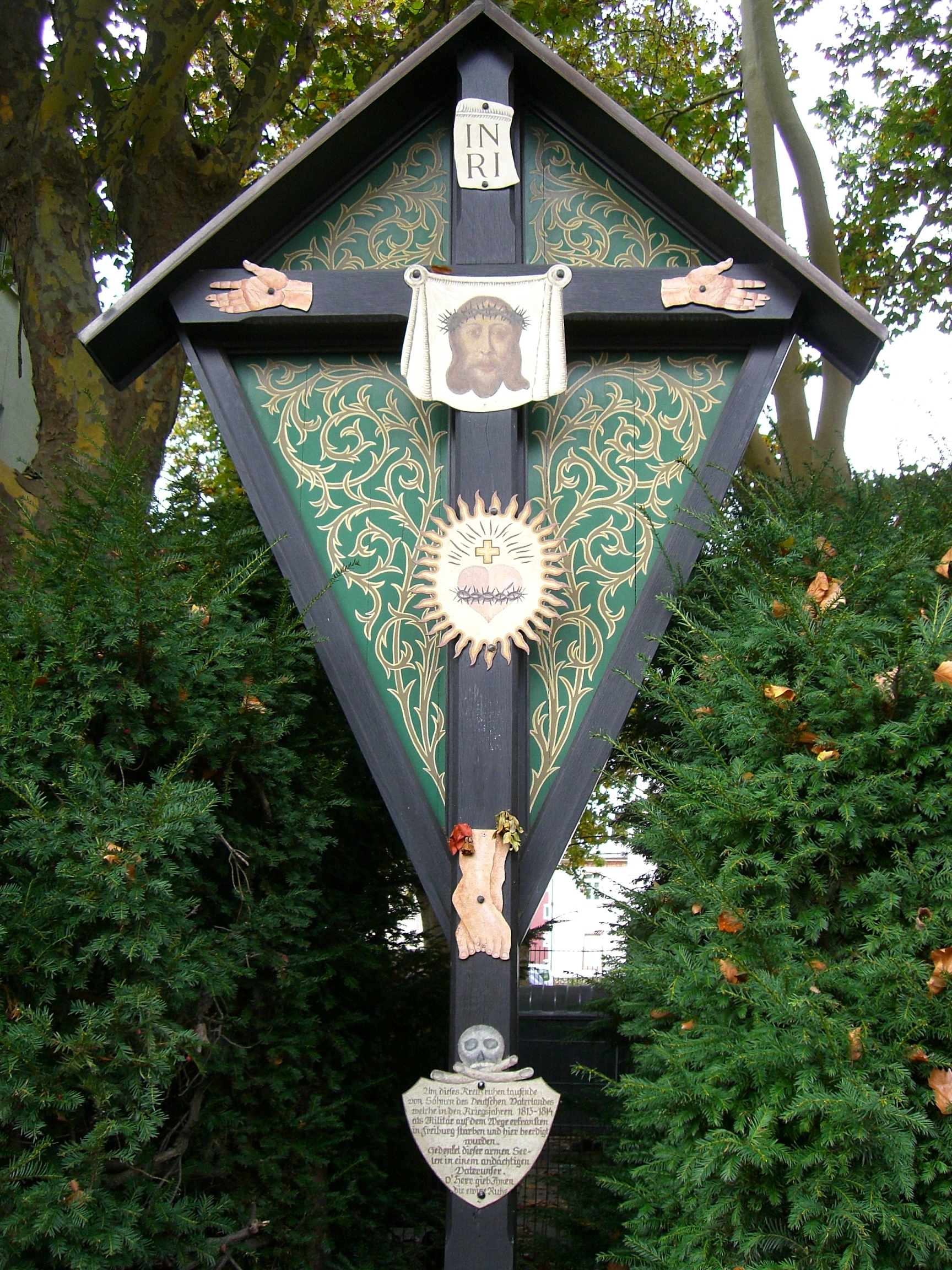
Fünfwundenkreuz, hier auch mit dem Schädel Adams, Wegkreuz Freiburg im Breisgau, frühes 19. Jahrhundert

Ein Fünfwundenkreuz ist ein Kreuz mit symbolischer Darstellung der fünf Wunden Christi.

## Ikonographie
Die fünf Wunden Christi sind die Male, die nach der Darstellung der Kreuzigung Christi in Kreuzform angeordnet sind: am Balken links und rechts, sowie am Kreuzfuß die Nagelwunden, am Längsbalken das von der Dornenkrone verwundete Haupt und das vom Soldaten Longinus durchbohrte Herz Jesu, das die Seitenwunde symbolisiert.
Das Fünfwundenkreuz ist ein Kreuz, bei dem die Verkörperung des Gekreuzigten auf ikonographische Attribute der Wunden reduziert ist: wiedergegeben sind nur Hände und Füße mit den Nagelwunden, die Dornenkrone, das Antlitz durch das Schweißtuch der Veronika, das Heiligste Herz Jesu, durchbohrt, oder durch die klaffende Seitenwunde mit dem Heiligen Blut dargestellt. Am verlängerten (lateinischen) Kreuzpfahl findet sich meist auch der Titulus INRI, am Fuß des Kreuzes zuweilen auch weitere ikonographische Attribute, etwa der Schädel Adams.
Die Verehrung der heiligen fünf Wunden geht auf die Bibelstelle „durch seine Wunden sind wir geheilt“ (Jes 53,5 ) zurück, und fand ab dem 13. Jahrhundert einen Aufschwung. Das Gedächtnis der heiligen Wunden sollte vor einem unvorhergesehenen Tode schützen. Daher findet sich das Fünfwundenkreuz sowohl bei Wetterkreuzen ab dem Barock und Gedenkkreuzen an Unfälle, wie auch im militärischen Zusammenhang (Kriegerdenkmal).

## Beispiele von Fünfwundenkreuzen
Es finden sich Darstellungen unter anderem in:
- An der Straße von Altenrüthen nach Drewer, zwei Steinkreuze bezeichnet 1758 (⊙) bzw. 1860 (⊙)
- Belecke, am Westerberg, 1890 (⊙)
- Birkenhördt: Sockel eines Fünfwundenkreuzes, bezeichnet 1737 und 1859/1996 (renoviert ⊙)
- Esthal: Fünfwundenkreuz, im Friedhof, steinern reliefiert, vermutlich ein Grabkreuz, 1806[2] (⊙)
- Edesheim: Fünfwundenkreuz, 18. Jahrhundert (⊙)
- Freiburg im Breisgau: Fünfwundenkreuz, hölzernes Gedenkkreuz mit Applikationen, in Rautung mit Arabesken und gedeckt, 1816 (⊙)
- Kottweiler-Schwanden: Fünfwundenkreuz: von 1861 (⊙)
- Meschede-Eversberg: Fünf-Wunden-Kreuz, ein Wetterkreuz/Flurkreuz, Gedenkkreuz an Blitzschlag, steinern mit Relief, 1679 (⊙)
- Fünfwundenkreuz (Premich)
- Remagen-Kripp: Kripper Hagelkreuz, steinernes Flurkreuz/Wetterkreuz mit Ritzung und auffallendem Zirkel-Symbol, 1693 (wohl unter Denkmalschutz ⊙)[3]
- Waldrohrbach: 3 Fünfwundenkreuze, Friedhofskreuz barock um 1800 (⊙), Wegekreuz auf geschweiftem Tischsockel um 1860 (⊙), Wegekreuz auf Tischsockel 1852 (⊙)
- Wallenfels: Fünf-Wunden-Kreuz, hölzernes Wegkreuz mit eisengenagelten Applikationen, 19. Jh. (⊙)
- Weidenthal: Fünfwundenkreuz von 1742 (⊙)
- Bestwig-Velmede: Fünf-Wunden-Kreuz, Wegkreuz, hölzern mit Applikationen, gedachelt, 19. Jh. (⊙)